# Unterreichenbach (Aurachtal)
Unterreichenbach ist ein Gemeindeteil der Gemeinde Aurachtal im mittelfränkischen Landkreis Erlangen-Höchstadt und eine Gemarkung. Diese liegt teils auf dem Gemeindegebiet von Aurachtal, teils auf dem Gemeindegebiet von Weisendorf. Sie hat eine Fläche von 7,344 km² und ist in 759 Flurstücke aufgeteilt, die eine durchschnittliche Flurstücksfläche von 9675,61 m² haben. In ihr liegt neben dem namensgebenden Ort der Gemeindeteil Buch.

## Geografie
Durch das Dorf fließt der Reichenbach, ein linker Zufluss der Mittleren Aurach. 0,5 km nordwestlich münden der Hirtengrundgraben und 0,5 km südöstlich der Fichtgraben als rechte Zuflüsse in den Reichenbach. Im Südosten liegt das Waldgebiet Fichtach, ansonsten ist der Ort von Acker- und Grünland mit vereinzeltem Baumbestand umgeben. Im Süden wird das Flurgebiet Langer Strich genannt, im Nordwesten Kühtrieb, im Nordosten Hirtenberg (344 m ü. NHN) und im Osten Mittelstück.
Eine Gemeindeverbindungsstraße verläuft nach Falkendorf zur Staatsstraße 2244 (2,8 km südöstlich) bzw. nach Oberreichenbach zur Kreisstraße ERH 15 (2 km westlich). Weitere Gemeindeverbindungsstraßen verlaufen zur ERH 15 in der Nähe des Gewerbegebiets von Münchaurach (1 km südöstlich) bzw. nach Buch zur Kreisstraße ERH 13 (2,1 km nordöstlich).

## Geschichte
Der Ort wurde wahrscheinlich erst im Spätmittelalter als Ausgründung von (Ober-)Reichenbach angelegt.
Gegen Ende des 18. Jahrhunderts gab es in Unterreichenbach 12 Anwesen. Das Hochgericht übte das brandenburg-bayreuthische Fraischvogteiamt Emskirchen-Hagenbüchach aus. Die Dorf- und Gemeindeherrschaft hatte das brandenburg-bayreuthische Vogtamt Hagenbüchach. Alleiniger Grundherr war Brandenburg-Bayreuth: Klosteramt Münchaurach (1 Höflein, 1 Gütlein), Vogtamt Hagenbüchach (2 Höflein, 4 Güter, 2 Gütlein, 2 Köblersgüter).
Von 1797 bis 1810 unterstand der Ort dem Justizamt Markt Erlbach und Kammeramt Emskirchen. 1810 kam Unterreichenbach an das Königreich Bayern. Im Rahmen des Gemeindeedikts wurde der Ort dem 1811 gebildeten Steuerdistrikt Oberreichenbach und der 1813 gebildeten Ruralgemeinde Oberreichenbach zugeordnet. Mit dem Zweiten Gemeindeedikt (1818) entstand die Ruralgemeinde Unterreichenbach, zu der Buch gehörte. Sie war in Verwaltung und Gerichtsbarkeit dem Landgericht Markt Erlbach zugeordnet und in der Finanzverwaltung dem Rentamt Neustadt an der Aisch. Am 1. April 1836 wurde die Gemeinde dem Landgericht Herzogenaurach zugewiesen, am 1. Oktober 1847 schließlich auch dem Rentamt Herzogenaurach. Ab 1862 gehörte Unterreichenbach zum Bezirksamt Höchstadt an der Aisch (1938 in Landkreis Höchstadt an der Aisch umbenannt) und weiterhin zum Rentamt Herzogenaurach (1919 in Finanzamt Herzogenaurach umbenannt, seit 1929: Finanzamt Erlangen) verwaltet. Die Gerichtsbarkeit blieb beim Landgericht Herzogenaurach (1879 in das Amtsgericht Herzogenaurach umgewandelt), seit 1959 ist das Amtsgericht Erlangen zuständig. Die Gemeinde wurde im Zuge der Gebietsreform zum Jahresende 1971 aufgelöst, sie hatte eine Fläche von 7,306 km². Am 1. Januar 1972 wurde Unterreichenbach in die neu gebildete Gemeinde Aurachtal und Buch in den Markt Weisendorf eingegliedert.

### Baudenkmäler
- Haus Nummer 15: Dazugehöriger Stadel
- an der Straße nach Oberreichenbach: Steinkreuz

### Einwohnerentwicklung
Gemeinde Unterreichenbach
| Jahr      | 1818   | 1840   | 1852   | 1855   | 1861   | 1867   | 1871   | 1875   | 1880   | 1885   | 1890   | 1895   | 1900   | 1905   | 1910   | 1919   | 1925   | 1933   | 1939   | 1946   | 1950   | 1952   | 1961   | 1970   |
| Einwohner | 168    | 198    | 212    | 202    | 213    | 213    | 205    | 203    | 208    | 204    | 202    | 202    | 200    | 200    | 196    | 188    | 193    | 207    | 205    | 317    | 314    | 287    | 315    | 347    |
| Häuser    | 24     |        |        |        |        |        | 32     |        |        | 33     | 33     |        | 33     |        |        |        | 34     |        |        |        | 38     |        | 52     |        |
| Quelle    | [ 14 ] | [ 15 ] | [ 15 ] | [ 15 ] | [ 16 ] | [ 17 ] | [ 18 ] | [ 19 ] | [ 20 ] | [ 21 ] | [ 22 ] | [ 15 ] | [ 23 ] | [ 15 ] | [ 24 ] | [ 15 ] | [ 25 ] | [ 15 ] | [ 15 ] | [ 15 ] | [ 26 ] | [ 15 ] | [ 11 ] | [ 27 ] |

Ort Unterreichenbach
| Jahr      | 001818 | 001861 | 001871 | 001885 | 001900 | 001925 | 001950 | 001961 | 001970 | 001987 |
| Einwohner | 101    | 105    | 103    | 106    | 100    | 91     | 138    | 75     | 77     | 99     |
| Häuser    | 15     |        |        | 15     | 15     | 15     | 12     | 12     |        | 23     |
| Quelle    | [ 14 ] | [ 16 ] | [ 18 ] | [ 21 ] | [ 23 ] | [ 25 ] | [ 26 ] | [ 11 ] | [ 27 ] | [ 28 ] |

## Religion
Der Ort ist seit der Reformation evangelisch-lutherisch geprägt und nach St. Peter und Paul (Münchaurach) gepfarrt. Die Einwohner römisch-katholischer Konfession sind nach St. Josef (Weisendorf) gepfarrt.